# Csepel SC
Csepel SC ist ein ungarischer Sportclub aus dem XXI. Bezirk von Budapest, der Donauinsel Csepel im Süden der Stadt. Der Verein wurde 1912 als Csepeli Torna Klub („Turnverein“) gegründet. Csepel SC gewann in den Jahren 1942, 1943, 1949 und 1959 vier Mal die Landesmeisterschaft im Fußball und spielte bis zum Abstieg in der Saison 1996/97 51 Spielzeiten in der ersten ungarischen Liga, der Nemzeti Bajnokság I.
Die Fußballabteilung wurde nach Abschluss der Saison 2001/02 aufgelöst. Die Mannschaft befand sich damals in der zweiten Spielklasse. Sie spielte im Stadion Béke téri, welches 14.000 Zuschauer aufnehmen kann.
Der Verein war vormals auch unter Namen wie Csepeli Weisz Manfred FC, Csepel Vasas, Csepeli Munkas TE, und in der ersten Hälfte der 1990er als Csepel SC-Kordax bekannt.
Bedeutung haben dieser Tage unter anderem die Volleyball-, Ringer und Radfahrer-Abteilungen des Vereines. Historisch beachtenswert sind auch die Handball-, Kanu- und Box-Sektionen. Die Volleyball-Männer erreichten 1973 das Endspiel im Europapokal der Pokalsieger.

## Namensänderungen
Der Verein firmierte im Verlauf seiner Geschichte unter den folgenden Namen
- 1912: Csepel Csepeli Torna Klub
- 1932: Csepel Csepel Football Club
- 1937: Csepeli WMFC Weisz Manfréd Football Club Csepel
- 1944: Csepel Csepel Sport Club
- 1947: Csepel Csepeli Munkás Torna Egyesület
- 1950: Csepeli Vasas Csepeli Vasas Sport Egyesület
- 1958: Csepel Csepeli Sport Club
- 1993: Csepel Csepel Sport Club - Kordax
- 1996: Csepel Csepel Sport Club

## Bedeutende Sportler
- László Klauz (Ringen, 1973–1994)

Der Vizeweltmeister von 1989 (griechisch-römisch, Superschwergewicht) errang auch acht ungarische Meisterschaften.
- Weitere bedeutende Ringer: Árpád Ritter, István Kovács, Gergő Wöller, Károly Bajkó

- Ferenc Németh (Moderner Fünfkampf, ab 1954)

Németh gewann Einzel- und Mannschaftsgold bei den Olympischen Sommerspielen 1960 in Rom.
Der Verein auch hat bedeutende Olympioniken wie András Balczó, Tibor Berczelly, Aladár Gerevich, Károly Fatér und Bertalan Papp hervorgebracht.

## Fußball
Bei der einzigen Teilnahme im Europapokal der Landesmeister schied der Verein 1959 in der Qualifikation gegen Fenerbahçe Istanbul aus.
1981 wurde Csepel Zweiter im Mitropacup hinter dem 1. FC Tatran Prešov. Der letzte größere Erfolg war der vierte Platz in der nationalen Liga in der Saison 1982/83.
Im Jahr 2000 wurde die Fußballabteilung mit der Kampfmannschaft des Zweitligisten III. Kerületi TVE aus Óbuda im III. Bezirk im Norden von Budapest vereinigt. Die gemeinsame Mannschaft spielte die nächsten zwei Jahre unter dem Csepeler Namen in Csepel. Die Jugendmannschaften verblieben getrennt.
Die Fußballabteilung des Csepel SC wurde nach Ablauf der Saison 2001/02 aufgelöst. Mit Beginn der 2003/04 Saison nahm der nunmehr III. Kerületi TUE genannte seinerzeitige Fusionspartner den Seniorenspielbetrieb mit vielen Spielern aus den Vorgängermannschaften und der eigenen Jugend wieder auf und erhielt Startberechtigung für die vierte Liga.
Diese Mannschaft überstand die Saison unbesiegt und stieg umgehend in die dritte Liga, NB III, auf, wo der Verein bis heute (2022/23) anzutreffen ist.
Csepel SC spielt zwar zurzeit (2022) nur in der vierten Liga (BLASZ I.) nimmt immer noch den achten Rang in der Ewigen Tabelle der ersten Ungarischen Liga ein.

### Titel
- Ungarischer Meister: 1942, 1943, 1948, 1959

### Trainer
- Jenő Kalmár (1947–1948)

### Spieler
- József Tóth (195?–195?), Der 12-fache ungarische Nationalspieler nahm auch an der Weltmeisterschaft 1954 teil.
- Zoltán Czibor (1951–1952), Nachdem er Csepel verlassen hatte, wurde er Teil der Goldenen Elf, die die Goldmedaille bei den Olympischen Spielen 1952 und die Vize-Weltmeisterschaft 1954 errang.
- Pál Csernai (1948–1955), Zweifacher ungarischer Nationalspieler, der später ein erfolgreicher Trainer wurde und unter anderem mit FC Bayern München und Benfica Lissabon einige Titel errang.
- Robert Kilin (1993–1994), ausgeliehen von FC Inter Sibiu.[1]

## Basketball
Die Basketballabteilung des Csepel SC gehörte in den 1970er und 1980er Jahren zu den erfolgreichsten ungarischen Mannschaften und nahm in dieser Zeit regelmäßig an Europapokal-Wettbewerben teil.

### Erfolge
- Ungarischer Meister (3): 1972, 1973, 1989
- Ungarischer Pokalsieger (5): 1971, 1974, 1976, 1984, 1985

## Volleyball
- László Buzek

### Erfolge
- Ungarischer Meister: 1968–1970 1973, 1974, 1976–1979, 1982
- Ungarischer Pokalsieger: 1969–1972, 1974, 1976, 1978–1982